# Zizia aptera
Zizia aptera là một loài thực vật có hoa trong họ Hoa tán. Loài này được (A. Gray) Fernald miêu tả khoa học đầu tiên năm 1939.

## Hình ảnh

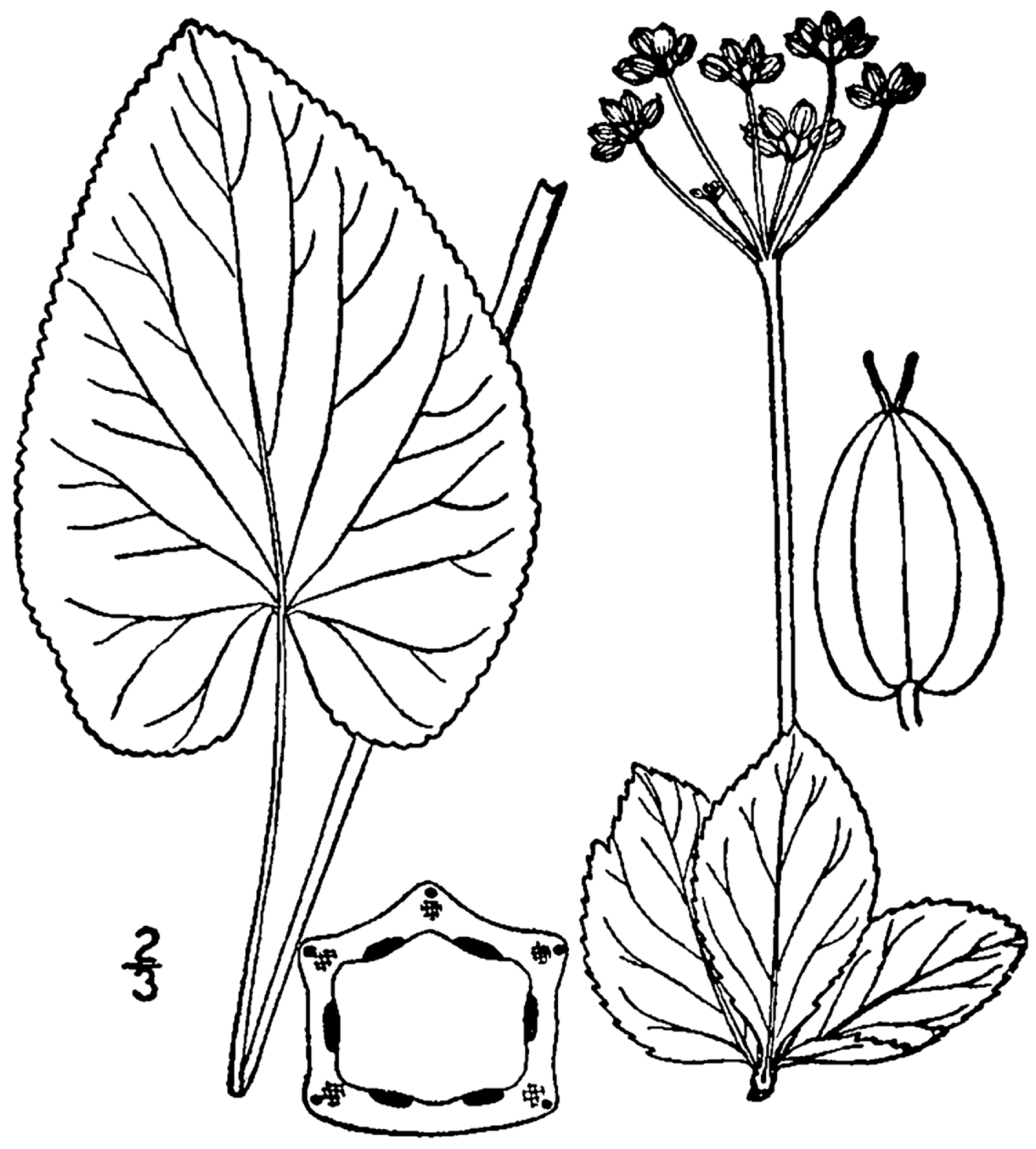
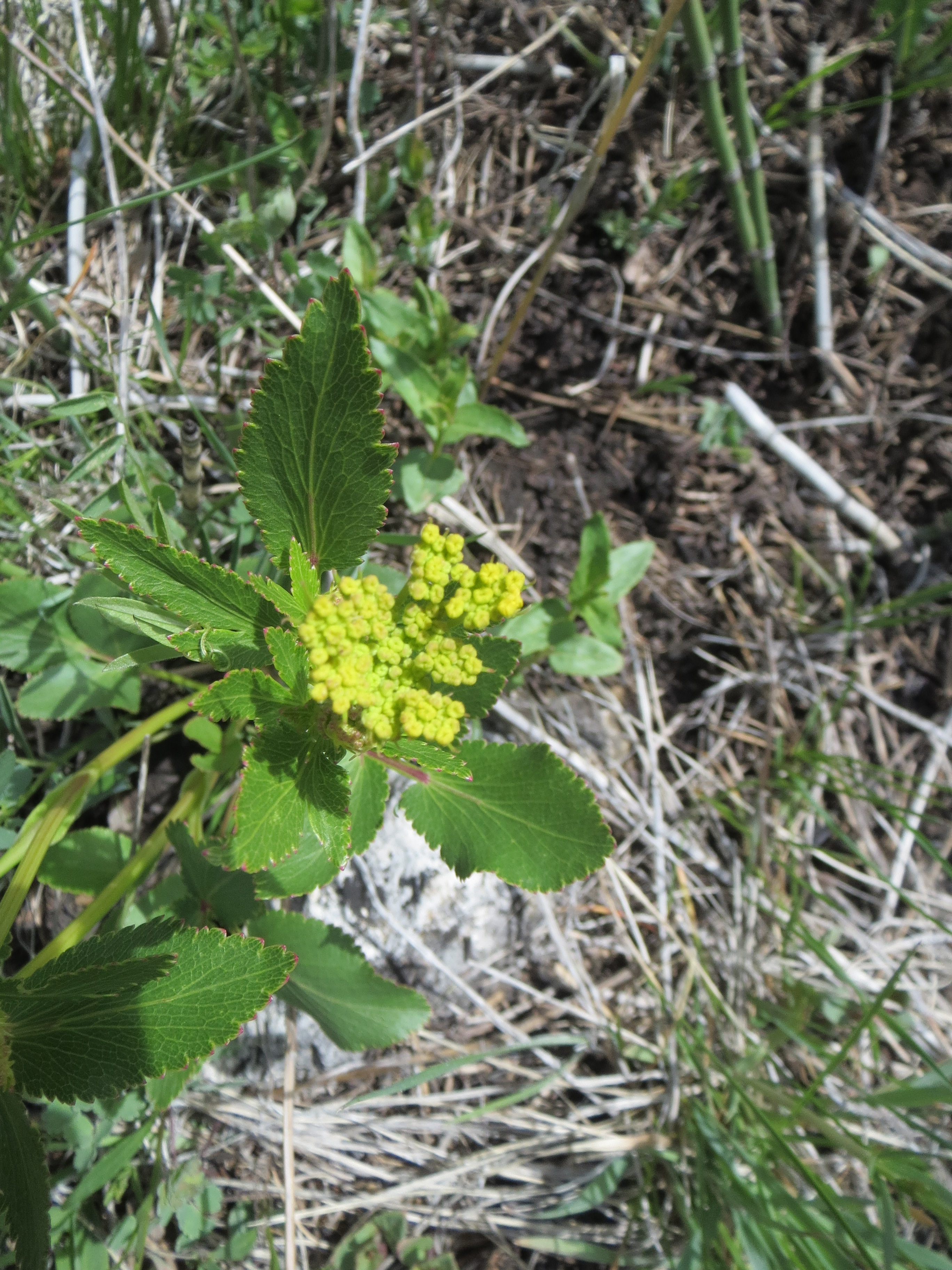